# Elektroporatie
Elektroporatie is een techniek waarmee stoffen in een cel getransporteerd kunnen worden. Tijdens elektroporatie wordt een korte voltagepuls (in de orde van tientallen milliseconden) toegediend aan een celsuspensie of aan een enkele cel. Hierdoor laadt het celmembraan op als een condensator, totdat de doorslagspanning bereikt wordt. Het celmembraan verandert dan zodanig van structuur, dat er hydrofiele poriën ontstaan. Wanneer de voltagepuls niet te hoog en te lang is, is de vorming van deze poriën omkeerbaar: na enkele seconden of minuten gaat het celmembraan weer dicht. In tussentijd kunnen stoffen in en uit de cel migreren, zowel door diffusie als door elektrokinetisch transport (elektroforese en elektro-osmotische stroming).
Zeer hoge voltages kunnen gebruikt worden om het celmembraan zodanig af te breken, dat de cel lyseert: elektrolyse.

## Toepassingen
- In de genetica en de microbiologie wordt elektroporatie gebruikt om vreemd DNA in te brengen bij cellen.
- Bij dragers van een tumor wordt soms voor elektroporatie als behandelmethode gekozen (chemo-elektroporatietherapie). De wetenschap zit hieromtrent in een fase waarbij dit alleen toegepast wordt bij tumoren waarbij operatief verwijderen of bestralen niet meer kan.
- Elektroporatie kan gebruikt worden om cellen te laten fuseren: elektrofusie